# Rijswijkstraatbrug
De Rijswijkstraatbrug (brug 179P) is een kunstwerk in Amsterdam Nieuw-West. Alhoewel de naam dragend van een brug is het een viaduct dan wel een tunnel, Amsterdam duidt meestal viaducten en tunnels als bruggen aan.
Het viaduct, geheel van beton is gelegen in de Rijksweg 10, Het kunstwerk vormt de verbinding tussen twee delen van de Rijswijkstraat, waarnaar ze vernoemd is. De straat is daarbij weer vernoemd naar Rijswijk. Het viaduct ligt daarbij schuin over de Rijswijkstraat.
De twee viaducten die tegen elkaar liggen werden in 1974/1975 gebouwd toen Amsterdam en Het Rijk werkten aan de verlenging van de Ringweg-West op het tracé Cornelis Lelylaan en Henk Sneevlietweg. Het ontwerp is afkomstig van Rijkswaterstaat. Het genoemde traject werd onder protest geopend op 2 april 1975. De viaducten gingen sindsdien naamloos door het leven met het brugnummer 179P hetgeen verwijst naar een brug in Amsterdam in beheer bij het rijk of de provincie, in dit geval het rijk. Op 5 december 2017 besloot de Amsterdamse gemeenteraad om deze brug in een serie vernoemingen te vernoemen naar de onderliggende weg, zodat het bouwwerk kon worden opgenomen in de Basisadministratie Adressen en Gebouwen.
De eerder genoemde protesten golden onder andere tegen de dreigende geluidsoverlast. De ringweg werd, op plaatsen waar dat noodzakelijk geacht werd, voorzien van geluidsschermen. Deze geluidsschermen werden voorzien van Andreaskruizen uit het stadswapen van Amsterdam.
Beide landhoofden van het viaduct worden opgefleurd door kunstwerken: Muurschildering Rijswijkstraatbrug van Frederik Molenschot en Bloemenzee van Margot Berkman en Eline Janssens